# 智慶院
智慶院（ちけんいん）は新潟県長岡市にあった当山派修験道の寺院で明治時代の神仏分離令まで越後長岡藩の祈願所である平潟神社（平潟諏訪神社）の別当寺。
智慶院が平潟神社の別当寺であった由来から、平潟神社の俗称は智慶さまと呼ばれている。また、「長岡市史」刊行当時の社司・桃田氏は智慶院の別当の家であったとしている。また越後長岡藩内の当山派寺院19院の触頭でもあった。
智慶院は院号で寺名は普賢寺であるが、先述の様に院号の方が著名である。山号は不詳。

## 歴史
当初、平潟神社別当は片岡氏であったが、慶長7年（1602年）に伊賀国の桃田義春が来て別当となる。元和4年（1618年）に牧野氏が越後長岡藩に移封すると、平潟神社はその祈願所となる。寛永年間に宝積院を号し、当山派修験寺院となる。後に智慶院と改称したと推察される。別当桃田氏は長岡藩より苗字帯刀を許可され、扶持米を給される。また藩内の配下19院の触頭となる。
明治以降の智慶院については「長岡市史」や「日本歴史地名大系」には触れられていないが、明治初年の神仏分離令に加えて、明治5年（1872年）に修験道禁止令が発布されているので、廃寺になった可能性が高い。先述のとおり、別当の桃田氏は平潟神社の社司となった。